# Asinário
Asinário (em latim: Asinarius) foi um oficial gótico do século VI, ativo durante o reinado dos reis Teodato (r. 534–536) e Vitige (r. 536–540).

## Vida
Em 536, liderou, com Gripas, um exército gótico na Dalmácia, onde matou o general Maurício, porém ambos foram repelidos pelo seu pai, Mundo. Em 537, ele e Uligísalo foram enviados por Vitige com um grande exército e frota para recapturar a Dalmácia. Seguindo as ordens de Vitige, Asinário deixou o corpo principal do exército e partiu para agrupar outro exército entre os suevos. No comando de vários bárbaros, se reuniu com Uligísalo em Burno e então cercou Salona por terra e mar. A frota imperial destruiu ou capturou a frota inimiga, enquanto em terra os godos pressionaram ainda mais o cerco. O desfecho do cerco não está registrado na principal fonte do período, Procópio de Cesareia, mas é provável que eles o abandonaram.